# Amazing (Aerosmith)
Amazing is een nummer van de Amerikaanse rockband Aerosmith uit 1993. Het is de vijfde single van hun elfde studioalbum Get a Grip.
"Amazing" is een power ballad, geschreven Aerosmith-zanger Steven Tyler. Het nummer gaat over Tylers onrustige leven en drugsmisbruik nadat de band uiteen viel. Toen Tyler in 1987 afgekickt was, kwam de band weer bij elkaar en bracht het album Permanent Vacation uit. In de tekst van het nummer wordt verwezen naar het album, in de regel "That one last shot's a permanent vacation". Eagles-zanger Don Henley neemt in het nummer de achtergrondvocalen voor zijn rekening.
Het nummer haalde de 24e positie in de Amerikaanse Billboard Hot 100. In de Nederlandse Top 40 haalde het nummer de 13e positie, en in de Vlaamse Radio 2 Top 30 de 20e.